# Jaera terias
Jaera terias är en fjärilsart som beskrevs av Frederick DuCane Godman 1904. Jaera terias ingår i släktet Jaera och familjen juvelvingar. Inga underarter finns listade i Catalogue of Life.